# Paisagem Arqueológica Sassânida da Região de Fars
Paisagem Arqueológica Sassânida da Região de Fars (em persa: چشم‌انداز باستان‌شناسی ساسانی منطقه فارس) é a denominação oficial utilizada pela UNESCO a oito estruturas do Império Sassânida localizadas na região sudeste do Irão, na província de Fars.

## Locais
| Local                         | Imagem | Localização                             |
| ----------------------------- | ------ | --------------------------------------- |
| Qal'eh Dokhtar                |        | Firuzabade 28° 55′ 15″ N, 52° 31′ 48″ L |
| Afresco de Artaxes            |        | Firuzabade 28° 55′ 00″ N, 52° 32′ 15″ L |
| Afresco da Vitória de Artaxes |        | Firuzabade 28° 54′ 36″ N, 52° 32′ 27″ L |
| Khurreh de Artaxes            |        | Firuzabade 28° 51′ 08″ N, 52° 31′ 57″ L |
| Palácio de Artaxes            |        | Firuzabade 28° 53′ 53″ N, 52° 32′ 21″ L |
| Cidade de Bixapur             |        | Bixapur 29° 46′ 39″ N, 51° 34′ 14″ L    |
| Caverna de Sapor              |        | Bixapur 29° 48′ 25″ N, 51° 36′ 47″ L    |
| Palácio Sarvestão             |        | Sarvestão 29° 11′ 44″ N, 53° 13′ 52″ L  |

## UNESCO
Foi inscrito como Patrimônio Mundial da UNESCO em 2018 por: "refletirem a utilização otimizada da topografia natural e testemunhar a influência das tradições culturais Aquemênida e Parta e da arte Romana, que tiveram um impacto significante na arquitetura da Era Islâmica"